# Daylight Dies
Daylight Dies es una banda de death/doom provenientes de Estados Unidos desde 1996. Con una temática enfocada principalmente en la melancolía.

## Historia

### Comienzos
Comenzó como un simple proyecto entre Barry Gambling y Jesse Haff en 1996, debido a limitaciones geográficas, Barry y Jesse se demoraron tres años antes de que se pudiera grabar una recopilación inicial con las ideas surgidas durante este tiempo, fue entonces que nació "The Long Forgotten Demo". No fue hasta un año después que los dos miembros principales añadirían un vocalista permanente Guthrie Iddings.

### Idle
Ahora con un vocalista fijo, el trío procede a grabar un segundo demo a principios del 2000 llamado "Idle", que ilustra el gran crecimiento a nivel compocisional y musical de la banda. El demo "Idle" creó gran impacto a nivel local, donde la discográfica Tribunal Records tomó el demo y lo regrabó. El demo fue aclamado por su detallismo y melodía. Para muchos llenó un vacío que ninguna otra banda había podido.
Un año después de la grabación y lanzamiento de "Idle", Egan O'Rourke fue contratado como bajista a tiempo completo. Como un cuarteto, la banda pronto comenzaron a escribir juntos, con su nueva alineación editaron un demo de dos canciones. Este demo fue enviado a varios sellos que ya habían demostrado su interés desde el principio por la banda . Con éste demo y la fuerza de la música por sí sola les llegó una oferta de la firma Relapse Records y, a finales del 2001 Daylight Dies firmaría con Relapse Records

### No Reply
Una vez firmado con Relapse, la banda grabaría su primer trabajo de larga duración llamado "No Reply", el LP contiene nueve canciones con una mayor progresividad y que se muestra más completo que Idle. Con No Reply se llegó a un sonido más variado y con más influencia Doom, que le daría el toque oscuro y pegadizo de estas bandas. El peso y el alcance de No Reply fue mayor de lo esperado, donde llegó a conseguir muchas críticas favorables. La revista Terrorizer lo llamó como "Atractivo y memorable". La revista Outborn lo clasificó como "Un doom metal original" y, Digital Metal agregó que era "Una combinación de melodía oscura y agresión mortal.
Daylight Dies se embarcó en largas giras en pro de apoyo de No Reply. Recorrió Europa con Katatonia, y los Estados Unidos y Canadá junto con Lacuna Coil, así como numerosos festivales de alto perfil. La banda demostró que ofrecían una gran energía en vivo, y una gran fuerza para ser reconocido en el movimiento internacional del Metal.
Tras la gira de No Reply la banda sustituye al vocalista Guthrie Iddings por Nathan Ellis, además Charley Shackelford se unió a la banda como segundo guitarrista a tiempo completo. Ambos ganaron reputación privilegiada dentro de la banda debido a sus grandes capacidades y a los impresionantes ensayos con de la banda.

### Dismantling Devotion
Finalmente en el 2005 Daylight Dies entró de nuevo año estudio para grabar su segundo álbum de larga duración titulado "Dismantling Devotion", el álbum fue mezclado y masterizado por el sueco Jens Bogren en Fascination Street Studios, y masterizado por Thomas Eberger en The Cutting Room.
Dismantling Devotion marcó una gran ganancia de terreno con respecto a su álbum predecesor, donde O'Rourke contribuyó en gran cantidad con voces limpias, además un muy revitalizado bajo contribuyó en muchas partes y en otros acústicos, mezclando guitarras limpias y distorsionadas para crear un sonido muy exuberante. Las canciones son más inquietantes, oscuras y dinámicas como nunca la banda había creado. "Dismantling Devotion es ciertamente el material con mayor madurez hasta la fecha. Heff explicó: "Es un gran progreso a nuestra emocionalmente oscura y desesperada música, muy rico en textura y detalles. Se esperaba una mezcla diversa de música pesada y melódica, siendo siempre melancólica."
Daylight Dies firmó con Candlelight Records en noviembre de 2005 y, también la banda filmó su primer video musical para la canción "Lies That Bind" en junio.

### Lost to the Living
A partir de enero de 2007, Daylight Dies en apoyo al nuevo disco participó en dos conciertos de alto perfil y su primera gira completa de América del Norte. En julio la banda fungió como telonera a Emperor durante sus shows de reunión en Nueva York. Durante cuatro semanas entre octubre y noviembre, Daylight Dies participó en una gira masiva a lo largo de 11,000 millas por América del Norte junto con Moonspell y Katatonia que cubría la totalidad de los Estados Unidos y varias ciudades de Canadá.
La banda volvió a los estudios en diciembre de 2007 para grabar su tercer álbum de larga duración: Lost To The Living. Tal como Dismantling Devotion, éste fue mezclado por Jens Bogren en Fascination Street Studios.
Un sencillo limitado de la canción "A Portrait In White" del nuevo álbum, además dos demos fueron vendidos durante la gira por Norteamérica con Candlemass en Mayo/Junio del 2008.
Con Lost To The Living, Daylight Dies ha presentado su disco más maduro y variado de su carrera. Las exuberantes texturas introducidas desde el álbum anterior se mantienen y son de buena manera expandidos. Dos canciones consisten completamente en vocales limpios por parte de O'Rourke. Acústicos y guitarras limpias van de la mano con ritmos pesados, los que prevanlentemente crean sonidos saturados en varias capas en una atmósfera profunda. Cuerdas acústicas y vientos también son encontrados en varias pistas creando así un sonido rico. Haff dijo: "Lost To The Living es una bella mezcla entre melancolía y ritmos duros disonantes, creando ganchos de desesperación y una atmósfera oscura como esperábamos."
Lost To The Living prontamente ganó buenas críticas como: "un drenaje emocional que llama la atención sin comparación" (Metalreview.com), "Música en la cual perderse" (Revista Pre-Fix), "Asombroso" (Aardschok), "Comtemplativa pero vibrante de energía" (Revista Exclamar) y "Magistral"(Revolver). El álbum fue lanzado el 24 de junio de 2008.

## Miembros

### Miembros actuales
- Nathan Ellis – Vocales
- Barre Gambling – Guitarra eléctrica
- Charley Shackelford – Guitarra eléctrica
- Egan O'Rourke – Bajo
- Jesse Haff – Batería

### Miembros Pasados
- Guthrie Iddings – Vocales
- Matthew Golombisky – Bajo

### Músicos de sesión
- Robert Daugherty – Guitarra

## Discografía

### Álbumes de estudio
- No Reply (2002, Relapse)
- Dismantling Devotion (2006, Relapse)
- Lost to the Living (2008, Candlelight)

### Sencillos
- A Portrait in White (2008, Candlelight)

### Álbumes en vivo
- Live at the Contamination Festival (2005, Relapse)

### Demos
- The Long Forgotten Demo (1999)
- Idle (2000, Tribunal)